# Лиза Хохлакова
Ли́за Хохлако́ва — персонаж романа «Братья Карамазовы» русского писателя XIX века Фёдора Михайловича Достоевского, страдающая параличом ног четырнадцатилетняя девочка с прелестным личиком. Дочь помещицы Екатерины Осиповны Хохлаковой. Впервые появляется в романе в главе «Маловерная дама», во время посещения вместе с матерью в монастыре старца Зосимы. С раннего детства знакома с Алёшей Карамазовым, пишет ему письмо с признанием в любви, считается его невестой, но по мере развития сюжета влюбляется в Ивана Карамазова.
В романе Лиза появляется только в эпизодах, связанных с Алёшей Карамазовым, с целью сделать яснее и понятнее его образ. Героине свойственны обаяние детства, непосредственность и некоторая наивность; вместе с тем она умеет быть жёсткой и целеустремлённой, а её воодушевление порой граничит с экзальтацией. Чувство Лизы к Алёше, по замыслу Достоевского, должно было варьироваться в диапазоне между дружбой и любовью, сохраняясь (со стороны героини) в границах дружбы. Одновременно её привлекают сложность, загадочность и внутренние противоречия, характерные для Ивана. Беседа Алёши и Лизы в главе «Бесёнок» была отмечена критиками как самый главный фрагмент в формировании внутреннего портрета Алёши. В той же беседе преображается и сама Лиза, пришедшая, наконец, к некоторой ясности своего бытия и внутренней определённости.
Прототипом Лизы Хохлаковой послужила Валентина, дочь Людмилы Хохряковой, в свою очередь ставшей прототипом для Екатерины Осиповны Хохлаковой.

## Первое появление в романе
— Вы зачем его, шалунья, так стыдите?

Lise вдруг, совсем неожиданно, покраснела, сверкнула глазками, лицо ее стало ужасно серьезным, и она с горячею, негодующею жалобой вдруг заговорила скоро, нервно:

— А он зачем всё забыл? Он меня маленькую на руках носил, мы играли с ним. Ведь он меня читать ходил учить, вы это знаете? Он два года назад, прощаясь, говорил, что никогда не забудет, что мы вечные друзья, вечные, вечные! И вот он вдруг меня теперь боится, я его съем, что ли? Чего он не хочет подойти, чего он не разговаривает? Зачем он к нам не хочет прийти? Разве вы его не пускаете: ведь мы же знаем, что он везде ходит. Мне неприлично его звать, он первый должен бы был припомнить, коли не забыл. Нет-с, он теперь спасается! Вы что на него эту долгополую-то ряску надели… Побежит, упадет…

И она вдруг, не выдержав, закрыла лицо рукой и рассмеялась ужасно, неудержимо, своим длинным, нервным, сотрясающимся и неслышным смехом.
Впервые в романе Лиза Хохлакова появляется в главе «Маловерная дама», где она с матерью в монастыре старца Зосимы участвует в разговоре с ним и Алёшей Карамазовым. Лиза с раннего детства знакома с Алёшей. На момент появления в романе она — больная четырнадцатилетняя девочка «с прелестным личиком, худенькая, но веселая». «Что-то шаловливое светилось в её темных больших глазах, с длинными ресницами», — пишет Достоевский. У Зосимы они с Алёшей встречаются после некоторого перерыва. При этом сразу же обнаруживается сложность её отношений с Алёшей, который с момента её приезда в Скотопригоньевск владеет помыслами девочки. Достоевский не раз напоминает, что Лиза порой проявляет свои чувства с повышенной эмоциональностью, из-за чего, несмотря на уверенность окружающих, у читателя естественным образом возникают сомнения в том, что Зосима действительно исцелил девочку. В этой же сцене выявляется конфликт интересов, так как привязанность Алёши к Лизе противостоит его высоким духовным целям пребывания в монастыре. При этом Лиза даже в монастыре откровенно смеётся над монашеским одеянием Алёши, краснеющего от её упорного и задорного взгляда, что не укрывается от внимательного Зосимы. В ответ на замечание старца краснеет уже Лиза, после чего жалуется Зосиме на то, что, уйдя в монастырь, Алёша совсем забыл про неё. Видя нескрываемые чувства Лизы к Карамазову, старец решает непременно прислать к ней Алёшу.

## Происхождение имени

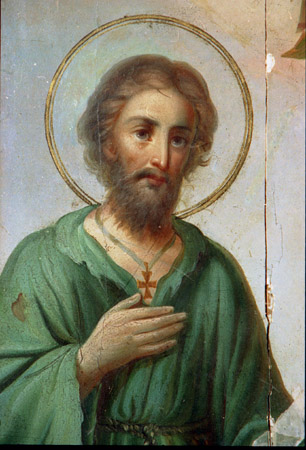
Алексий, человек Божий. Икона

Критики обратили внимание на неслучайность выбора Достоевским фамилии и имени героини. Как отмечал филолог Моисей Альтман, фамилия Хохлакова является изменённой версией фамилии прототипа — Валентины Хохряковой. На выбор имени, по мнению филолога Валентины Ветловской, повлияло представление героини в романе как будущей невесты Алёши Карамазова. Несмотря на то, что имя невесты святого Алексия, человека Божьего, с которым в романе ассоциируется младший Карамазов, в русских редакциях жития не называется, в некоторых вариантах духовного стиха упоминается Катерина или Лизавета. Имя Лизавета впервые в романе звучит в главе «Верующие бабы», когда одна из баб в ответ на вопрос старца Зосимы о её ребёнке произносит: «Девочка, свет, Лизавета». Там же впервые упоминается и Алексий, человек Божий.
Версия о происхождении имени героини ещё раз подтверждается в главе «Маловерная дама», в которой происходит разговор между Лизой с матерью, помещицей Хохлаковой, и Алёшей Карамазовым с его духовным отцом старцем Зосимой. Ветловская отмечает, что в этом эпизоде явным образом предполагается связь Алёши с Алексеем человеком Божиим и Лизы с Лизаветой, невестой и супругой святого, а обещание старца прислать Алёшу выглядит предварительным сговором родителей. Подтверждает это предположение и сам Алёша, собираясь жениться на Лизе после выхода из монастыря.

## Образ
Лиза является довольно странным персонажем. В романе она появляется только в эпизодах, связанных с Алёшей Карамазовым, с целью сделать яснее и понятнее его образ. В одной из сцен Алёша прямо говорит ей: «Знаете, Lise, мой старец сказал один раз: за людьми сплошь надо как за детьми ходить, а за иными как за больными в больницах…» Несмотря на то, что эта реплика не относилась напрямую к девочке, в большей степени она обращена именно к Лизе, которая становится символической целью деятельной любви младшего Карамазова. Соединяя в себе черты ребёнка и больного человека, Лиза представляет собой одного из наиболее трудных людей в окружении Алёши. Тем не менее, несмотря на все сложности, любовь Алёши к ней неизменна. В психологическом портрете героини сочетаются простодушие и злоба (это проявляется, в частности, в смехе девочки); ей свойственна также предельная душевная распахнутость и обнажённость чувств. Будучи по-детски очаровательной, она в то же время обладает сильной волей. Девочка осознаёт, что порой находится во власти дурных мыслей. Тогда в её голосе начинают появляться новые ноты — от восторженного визга до скрежета. Именно «голосовое поведение» выдаёт душевное расстройство и смятение Лизы. Свидетельством двойственной природы героини является презрение, которое она порой испытывает к окружающим, с одновременной зависимостью от них.
В душе Лизы, как и в душах прочих персонажей «Братьев Карамазовых», происходит непрерывная борьба добра и зла. При этом Лизе свойственно злое принимать за доброе. Она может одновременно мечтать помогать несчастным и желать, чтобы её истерзали; мечта об ананасном компоте соотносится в её сознании с образом мальчика с отрезанными пальчиками. Во многом психологические метания Лизы Хохлаковой происходят в силу её юного возраста, а любовная истерическая диалектика является параллелью к метаниям Катерины Ивановны Верховцевой, ещё одного женского персонажа романа. Так, в сцене «У Хохлаковых» Лиза капризничает и требует у Алёши обратно своё любовное письмо. В это же время Катерина Ивановна не может определиться между любовью к Ивану Карамазову и привязанностью из гордости к Дмитрию Карамазову, возмущаясь разоблачением со стороны Алёши.
Несмотря на письменное признание в любви Алёше, Лиза испытывает сложные эмоциональные чувства и к Ивану Карамазову. Лиза побуждает обоих братьев подтвердить, что она не видит разницы между добром и злом, и что ею уже овладели бесы. Реакция Ивана на это иронична и ведёт к презиранию Лизы. Алёша же считает её вывод грешным, но не идёт у неё на поводу и отказывается презирать её за преступную извращённость.

### Отношения с Алёшей
Лиза с раннего детства знакома с Алёшей. По мнению литературного критика Акима Волынского, Достоевский задумывал изобразить отношение Лизы к Алёше на грани между дружбой и любовью, при этом намечая со стороны героини только дружескую перспективу. Алёша в монастыре видится ей комичным в рясе и одновременно возвышенным, что только мешает любви. При этом в общении с Алёшей у неё впервые раскрывается духовная сторона. В своём письме при их первой встрече в монастыре она пишет: «Милый Алеша, я вас люблю, люблю ещё с детства, с Москвы, когда вы были совсем не такой, как теперь, и люблю на всю жизнь. Я вас избрала сердцем моим, чтобы с вами соединиться, а в старости вместе кончить нашу жизнь». Лизино письмо воодушевляет Алёшу, в его сознании рождаются фантазии, связанные с грядущим браком, героиня, как ему кажется, станет достойной женой. Однако мечты о возможном счастье оказываются несбыточными, а неосуществлённые надежды ведут к разочарованию. В последующей беседе героев окончательно намечается дружеский тип их отношений.
Лиза, в отличие от Алёши, не может представить его в роли мужа. В ответ на серьёзное намерение Алёши в будущем жениться на ней девочка только смеётся. Тут же обращаясь к помещице Хохлаковой, она называет его маленьким мальчиком, сомневаясь, что Алёше стоит жениться только потому, что он вообразил, что ему это нужно. И в то же время Лиза с каждым разом всё больше уважает Алёшу за его серьёзность, что также препятствует развитию любви. Она поддерживает его разговоры про возможную совместную жизнь и даже обещает разделять его убеждения и держать себя относительно него с полным благородством. В последнее свидание девочка уже прямо говорит Алёше о том, что в силу его характера он совершенно не подходит ей в качестве мужа: «Вы в мужья не годитесь, я за вас выйду, и вдруг дам записку, чтобы снести тому, которого полюблю после вас. Вы возьмете и непременно отнесете, да ещё ответ принесете. И сорок лет вам придет, и вы все так же будете мои такие записки носить». В этой сцене также проявляется душевное смятение героини, так как она одновременно преследует практическую цель передать письмо Ивану Карамазову.
В отношениях с Алёшей проявляется и стремление Лизы причинять страдания окружающим. Её мучительные отношения со всеми, проявляющиеся даже в таких моментах, как избиение служанки, в отношении Алёши выявляются особенно ярко, как в её отвратительных саморазоблачениях, так и в намёках на отношения с Иваном. При этом её внутренний садизм после ухода Алёши оказывается направлен на саму героиню, в результате чего Лиза прищемляет себе палец. Критиками было отмечено, что подобным образом Достоевский хотел подчеркнуть, что теперь Лиза находится в абсолютном плену у нечистой силы, как человек, вынесший себе приговор без права помилования: «Потому что я не люблю никого. Слышите, ни-ко-го!». По Зосиме, такие, не способные любить, люди обречены на адские муки.

### Отношения с Иваном

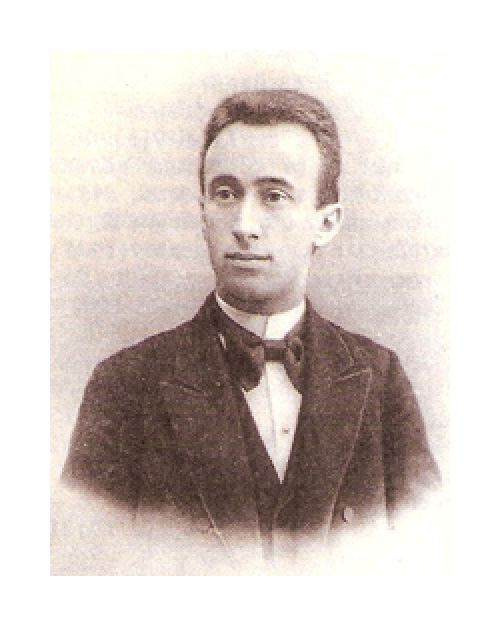
Литературный критик Аким Волынский

Выбирая между двумя братьями, Лиза сознаёт, что к Алёше она не испытывает подлинного влечения, её чувство к нему сродни обожествлению, её восхищение и преклонение носят, скорее, неземной характер. Алёша в её глазах практически идеален, а потому прекрасен и далёк, как недостижимая мечта. Однако рядом с ним есть другой Карамазов — его старший брат Иван. Его сложность, загадочность и внутренние противоречия всё больше привлекают Лизу. Несмотря на то, что в диалоге с Алёшей девочка заявляет: «Я вашего брата, Ивана Фёдоровича, не люблю», Алёша в этом отрицании уже начинает улавливать власть Ивана над Лизой.
Иван Карамазов приходит к Лизе по её приглашению, и Алёша понимает, что брат оказывает на девочку серьёзное влияние: после общения с ним в речи героини появляются его слова и выражения, а исповедуемые Иваном идеи перерабатываются её болезненным воображением. Раздражённость и самомучительство Лизы частично вызваны стыдом героини из-за письма к Ивану, которое тот воспринял весьма холодно. В сцене последнего свидания Алёши с Лизой младший Карамазов отмечает последствия влияния идей Ивана на Лизу. Девочка «страшно изменилась <…> похудела, во всем её существе, рядом с прежним простодушием, чувствуется озлобление». Эта Лиза уже не хочет быть счастливой, в мыслях её тянет к преступлениям. Алёша понимает, что Иван воздействует на её душу, открывает в ней то, что ещё не успело открыться собственными силами. Осознавая внутренний разлад и стремясь заглушить его, Лиза дочерна ущемляет свой пальчик. В той же сцене, доведённая до исступления и содрогающаяся от своего поступка, Лиза просит Алёшу передать Ивану маленькое письмецо, просмотрев которое при Алёше, Иван равнодушно отметил, что Лиза уже предлагается. Однако позже, в главе «Это он говорил», Иван просит прощения у Алёши за прошлое оскорбление Лизы, отмечая, что на самом деле девочка ему нравится: «Мне нравится Лиза. Я сказал тебе про неё что-то скверное. Я солгал, мне она нравится».
Критики также отмечали, что истерический бунт Лизы, во время которого она отворачивается от Божьей гармонии, является своеобразной параллелью к бунту Ивана Карамазова, в силу чего тот как бы одобрил её историю про ананасный компот. Алёша при этом добавляет про Ивана, что тот на самом деле и сам может верить Лизе. Бунт Лизы дополняет бунт Ивана, при этом, естественным образом, уступая ему по масштабу в силу молодости героини. Критиками отмечалось, что подобные параллели являются важнейшим художественным приёмом Достоевского. Одновременно с этим сам образ Лизы в романе своими саморазоблачениями и предложениями стремится разрушить идею Ивана о невинности детей, так как преступления детей против детей не менее ужасны, чем преступления взрослых против детей.

### Бесёнок
Беседа Алёши с Лизой в главе «Бесёнок» была названа главным эпизодом, демонстрирующим формирование психологического портрета Алёши и показывающим, как создаётся диалектическая модель человеческой души. До этой беседы Лиза в романе была представлена ребёнком с больной ногой, вынужденным находиться в инвалидном кресле, что подчёркивало несамостоятельность и отсутствие характера в персонаже. Однако в последней сцене она уже выздоровела и встала с кресла. Таким образом Достоевский подчеркивает перемены, произошедшие в героине и приведшие её к внутренней определённости и пониманию своего бытия.
По Достоевскому, нельзя однозначно и безапелляционно осуждать человека, ставшего жертвой своих тёмных, агрессивных начал. Такие личности, наоборот, заслуживают более внимательного подхода. Характер Лизы представляет собой странное и страшное сочетание простодушия и злобности, стыдливости и бесстыдства, доброты и садизма. Всё вокруг периодически вызывает у неё отвращение. Ей хочется быть обманутой и истерзанной. Сама героиня явным образом выражает своё стремление к саморазрушению, заявляя: «Я хочу себя разрушать». Признание Лизы называлось самой впечатляющей исповедью «ночной души» человека в творчестве Достоевского после его Подпольного господина из повести «Записки из подполья». Несмотря на то, что это всего лишь мыслепреступление, обнажённость желаний и притязаний героини достигает предела, оставляя сильное впечатление.
…мне иногда во сне снятся черти, будто ночь, я в моей комнате со свечкой, и вдруг везде черти, во всех углах, и под столом, и двери отворяют, а их там за дверями толпа, и им хочется войти и меня схватить. И уж подходят, уж хватают. А я вдруг перекрещусь, и они все назад, боятся, только не уходят совсем, а у дверей стоят и по углам, ждут. И вдруг мне ужасно захочется вслух начать Бога бранить, вот и начну бранить, а они-то вдруг опять толпой ко мне, так и обрадуются, вот уж и хватают меня опять, а я вдруг опять перекрещусь — а они все назад. Ужасно весело, дух замирает
Во время последней встречи с Алёшей особенно сильно проявляется желание Лизы Хохлаковой быть в центре внимания, свойственное её истерическому характеру. Его видно в заявлении, что она теперь любит преступления и желает творить зло, при этом рассчитывая после совершения самого большого на земле греха, что все люди узнают об этом, «обступят её и будут показывать на неё пальцами». Лиза заворожена гибелью и хочет рассмеяться в ответ тем, кто её осудит, настаивая, что все вокруг тоже тайно влюблены во зло, например, в отцеубийство. Ей кажется, что все вокруг теперь про себя любят Дмитрия Карамазова за то, что он убил отца, хотя и говорят, что это ужасно. Она сама прямо заявляет: «Я первая люблю». На замечание Алёши, что это характерно для детей, Лиза поясняет, что у неё нет детской наивности и непонимания последствий, её привлекает именно осознание адекватного выражения заложенного в ней самой зла. Своё желание творить его она мотивирует стремлением сделать так, «чтобы нигде ничего не осталось». Как отмечалось критиками, в этом проявляется идея Достоевского, что негативное начало человеческой души в своей сущности есть начало «ничто», тенденция к уничтожению всего существующего. Алёша чувствует в Лизе, в том, что она злое принимает за доброе, некий внутренний беспорядок, который, однако, частично списывает на возможные последствия её прежней болезни. Было высказано предположение, что воображаемые безнравственные поступки могут помочь Лизе научиться бороться со злом и, несмотря на изоляцию вследствие болезни, противодействовать плохому.
Болезненное желание зажечь дом и жажда беспорядка Лизы ярче всего раскрываются во сне. Девочка то находится на стороне Бога, то забавляется игрой с бесами. Французский философ Мишель Фуко называл подобное состояние человека — «ничто неразумия». Подобная душевная пустота и отсутствие духовного стержня личности могут привести к саморазрушению. Предчувствуя это возможное саморазрушение, Лиза обращается за помощью к Алёше Карамазову, выявляя своё нездоровье путём исповеди. Лиза рассказывает Алёше свой сон, в котором она видит чертей и бранит Бога, на что Карамазов отвечает, что такой же сон был и у него самого. Таким образом, своей исповедью Лиза одновременно оказывает на него деструктивное воздействие. Совпадение снов не может быть случайным; оно указывает на близость глубинной сущности собеседников. Исповедь Лизы в итоге раскрывает антиномичность Алёши — борьбу в нём полярных начал бытия, олицетворяемых образами Бога и дьявола. Оказывается, что он такой же человек, как и окружающие, несущий в душе своего Бога и своего дьявола.
Вот у меня одна книга, я читала про какой-то где-то суд, и что жид четырёхлетнему мальчику сначала все пальчики обрезал на обеих ручках, а потом распял на стене, прибил гвоздями и распял, а потом на суде сказал, что мальчик умер скоро, чрез четыре часа. Эка скоро! Говорит: стонал, всё стонал, а тот стоял и на него любовался. Это хорошо! <…> Я иногда думаю, что это я сама распяла. Он висит и стонет, а я сяду против него и буду ананасный компот есть. Я очень люблю ананасный компот
В конце беседы Лиза выдаёт самое страшное признание в истории про ананасный компот. Приходивший по её просьбе Иван, которому она рассказала эту же историю, одобрил болезненное ощущение наслаждения Лизы созерцанием распятого мальчика. Критиками отмечалось, что для столь серьёзных и ответственных вопросов Достоевский уже не мог обойтись изображением только одного полюса моральной антиномии, поэтому после своего признания Лиза добавляет, что тряслась в слезах от этой истории, но одновременно не могла выбросить из головы ананасный компот. В одном чувстве героини оказываются сразу три разных слагаемых: «хорошо!» как полюс зла; «тряслась в слезах» как полюс добра; «ананасный компот» как символ отстранения и замыкания в себе. При этом компот в данном случае выполняет роль некоторой защитной реакции на сильный стресс. В связи с последним признанием Лизы отмечались частые негативные упоминания евреев в творчестве Достоевского. Происхождение этой истории Лизы могло быть вызвано «кровавыми наветами», в которые сам писатель до конца не верил, так как в них сомневается выразитель его мысли, Алёша Карамазов. Самым страшным же в этой исповеди, с философской точки зрения, оказался факт влияния этих наветов на девочку, создание некоей ложной памяти, в результате которой та готова стать детоубийцей.
С религиозной точки зрения самопознание Лизы характеризовалось как демоническое, так как девочка стремится разобраться в деструктивных или перверсивных фантазиях, ощущая себя в мире, не подлежащем искуплению. При этом демоническое предстаёт как комплексный феномен, согласно которому морально индифферентный целый мир допускает садистскую жестокость. В подобные взгляды укладывается отношение к себе как к существу, обречённому на боль и отверженность, и чувство отвращения к жажде боли и уничтожения в мире, где нет Бога. Фактически повторяется тезис Ивана Карамазова, что «всё позволено», но хуже этого тот факт, что от нечистой силы некуда бежать. Невозможно скрыться от собственного «я», запертого в клетке унижения и ненависти к себе. Эпизод предстаёт важным звеном в процессе прояснения природы демонического и способствует более глубокому прочтению истории Великого Инквизитора и кошмаров Ивана Карамазова. При этом осознанная правдивость Лизы и неспособность любить себя и окружающих, «являет собой наиболее явный пример могущества нечистой силы».

## В художественных средствах романа
С художественной стороны обращалось внимание на то, что вставные тексты, представляющие собой дневники, письма, записки и прочие включённые в состав произведения элементы «чужого» повествования, в «Братьях Карамазовых» необходимы для формирования событий рассказывания. Вставные тексты романа стянуты к Алёше Карамазову, однако хронологически и тематически дистанцированы от обрамляющих их событий. Так, в своём письме к Алёше Карамазову Лиза Хохлакова объясняется в любви и просит зайти к ней: «Алёша, только Вы непременно, непременно, непременно придите!». Хронологическая дистанция выражается тремя упоминаниями данного письма, разделёнными не связанными с ними событиями. Сначала Достоевский описывает вручение письма Алёше. После этого идут сцены встречи с Дмитрием, с отцом Паисием и молитвы, отделившие вручение письма от его прочтения. От обсуждения письма с Лизой сцена прочтения оказывается отделена поучениями Зосимы, посещением отца и школьниками. Тематическая дистанция возникает благодаря несоответствию сцены молитвы рядом с умирающим старцем и последующей сцены чтения любовного письма, а также подчёркнутой случайности появления и чтения письма: «вдруг его догнала служанка» с письмом, после чего Алёша «сунул его, почти не сознавая, в карман» и «вдруг случайно нащупал в кармане» во время молитвы. Таким образом, письмо Лизы выполняет «ретардирующую функцию», останавливая продвижение событий или меняя направление их развития.
Было отмечено и частое использование Достоевским в «Братьях Карамазовых» художественного приёма подхватывания мысли одного персонажа другим, чтобы подчеркнуть её важность для автора. Так, Лиза Хохлакова используется писателем в романе, в частности, для того, чтобы поддерживать важные мысли матери. После сцены «надрыва в гостиной» Екатерина Хохлакова быстро и восторженно зашептала Алёше Карамазову: «Вы действовали прелестно, как анrел»; «Вы поступили как ангел, как ангел, я это тысячи тысяч раз повторить готова». Для усиления этой мысли и чтобы не дать исчезнуть высказыванию, Достоевский вводит два уточняющих вопроса Лизы, акцентирующих внимание на ангельской сущности Карамазова: «Мама, почему он поступил как ангел?» и к Алеше: «За что вы в ангелы попали?».
При классификации языкового материала был выявлен ряд художественных доминант, которые вбирают в себя смыслы, заданные мифологической символикой. Так, устойчивой деталью портретных описаний у Достоевского являются чёрные глаза, синонимом которых иногда выступают тёмные глаза. Эта деталь нашла своё отражение в описании портрета Лизы Хохлаковой: «в её темных больших глазах с длинными ресницами». Слово «искажённый» семантически связано с доминантой «безобразие», означающей у Достоевского утрату образа и духовную смерть. Доминанта появляется в описании эмоций Лизы: «бледно-желтое лицо её вдруг исказилось, глаза загорелись». Наречия меры и степени «страшно» и «ужасно» выступают в качестве интенсификаторов семантики: «краснея ужасно и смеясь маленьким, счастливым смешком». В целой группе портретных описаний Достоевского встречается доминанта «огонь», представленная широким кругом лексики. При описании Лизы писатель также этим пользуется: «со сверкнувшими каким-то огоньком глазами». Доминанта «бесёнок» входит в важное семантическое поле «чёрт». Ею пользуется Иван при получении письма от Лизы: «А, это от того бесенка». Слово «бесёнок» появляется и в характеристике Алёши Иваном: «Так вот какой у тебя бесёнок в сердечке сидит». С «бесами» связано и употребление писателем омонимичного слова «беспорядок», используемого Лизой в разговоре с Алёшей: «Полюбили беспорядок? — Ах, я хочу беспорядка». Отмечалась и важная роль молитв в художественном мире романов Достоевского. В «Братьях Карамазовых» Лиза пишет в письме Алёше: «я помолилась на образ богородицы, да и теперь молюсь и чуть не плачу». Кроме того, в романе было отмечено непрерывно дразнящее читателя слово «секрет», в котором скрыто что-то негативное, предостерегающее и интригующее. Достоевский многократно использует его в «Братьях Карамазовых», чтобы привлечь внимание. Так, Лиза Хохлакова пишет любовное письмо Алёше от всех секретно, хотя сама знает, насколько это нехорошо. Тем самым её секрет оказывается в руках у Алёши.

## Прототип
Филолог Моисей Альтман полагает, что прототипом Лизы Хохлаковой послужила Валентина, дочка Людмилы Христофоровны Хохряковой, урождённой Рабиндер, в свою очередь послужившей прототипом для матери Лизы — помещицы Екатерины Осиповны Хохлаковой. К моменту знакомства с Достоевским, в 1876 году, Людмила Хохрякова уже дважды была замужем, лишилась второго мужа и жила с дочкой. Работала на телеграфной станции и сотрудничала в мелких периодических изданиях.
Возраст Лизы совпадает с возрастом Валентины на момент написания произведения. Обе девочки живут с матерью, оставшейся без мужа. Эпизод с посещением Хохлаковой с дочерью старца Зосимы в романе также основан на реальных событиях. Хохрякова сообщала, что в 1876 году посещала с дочерью игуменью Митрофанию. Кроме того, по сообщению жены писателя, Анны Григорьевны, появившаяся однажды в «Дневнике писателя» история про двенадцатилетнюю девочку, которая убежала от матери, решив больше не ходить в школу, была написана Достоевским на основе реального случая с Валентиной, о котором сама госпожа Хохрякова рассказала писателю. При этом Достоевский прокомментировал поступок девочки следующим образом: «Мне, разумеется, возразят сейчас же: „Единичный случай, и просто потому, что девочка очень глупа“. Но я знаю наверно, что девочка очень неглупа. А главное, это вовсе не единичный случай».
По мнению Владислава Бачинина, одним из прообразов исповеди Лизы могли послужить признания Клервиль, героини романа «Жюльетта» Маркиза де Сада: «Как я хочу, — говорит она, — найти такое преступление, воздействие которого не прекратилось бы и тогда, когда сама я действовать уже не смогу, так чтобы в моей жизни не было ни мгновения, даже во сне, когда бы я не была причиной какой-нибудь порчи, и чтобы эта порча ширилась-ширилась, ведя к всеобщему разврату, к смятению такому страшному, чтоб его следствия длились и за пределами моей жизни».